# Awad Hamed al-Bandar
Awad Hamed al-Bandar (عوض حامد البندر; ʿAwad Ḥamād āl-Bandar) (2 de enero de 1945 - 15 de enero de 2007) fue un juez principal iraquí bajo la presidencia de Saddam Hussein. Era el jefe del Tribunal Revolucionario que emitió penas de muerte contra 143 residentes en Dujail, después de la tentativa de asesinato fallido contra el presidente Saddam Hussein el 8 de julio de 1982. Durante el juicio de Al-Dujail, el Tribunal Especial iraquí atribuyó a Hamed Awad crímenes contra la humanidad por emitir las penas de muerte, por lo que el 5 de noviembre de 2006, Al-Bandar fue condenado a muerte en la horca, ejecutándose la sentencia el 15 de enero de 2007 junto a Barzan Ibrahim al-Tikriti.
- Datos: Q461434